# Neuwiedia elongata
Neuwiedia elongata é uma espécie de orquídea terrestre, família Orchidaceae, que habita Borneu.